# نادي ريو فيردي
نادي ريو فيردي (بالإسبانية: Esporte Clube Rio Verde)‏ نادي كرة قدم برازيلي . تم تأسيس النادي في سنة 1963.